# 世界の七不思議 (ボードゲーム)
世界の七不思議（せかいのななふしぎ）は、2010年に Antoine Bauza によって作成されベルギーの Repos Production から発売されたボードゲームである。このゲームは、古代文明・軍備・商業活動などが描かれた3セットのカードをドラフトするゲームである。ボードゲームサイトボードゲームギークで最も高い評価を受けたゲームの1つであり、ドイツゲーム大賞・ドイツ年間ゲーム大賞エキスパート賞をはじめ30以上の賞を受賞している。

## 内容
世界の七不思議は、古代文明をテーマにしたカードゲームである。
ゲーム開始前に、各プレイヤーに「ワンダーボード」（以下ボード）と呼ばれる世界の七不思議の1つが描かれたカードが配られる。各プレイヤーはカードを利用してボードの文明を発展させるのが目的となる。ボードは両面に印刷されており、扱いが容易なA面と様々な利点があるB面がある。開始前に好きな面を選択する。
ゲームは3つの世代に分かれており、それぞれ専用のカードがある。各世代とも、最初は全員に7枚ずつカードが配られる。ゲームではドラフトというメカニズムが使用されている。これは、各プレイヤーが1枚カードをプレイしたら残りのカードは隣の人に渡すという物である。これを5回繰り返し、最後に渡された2枚から1枚をプレイしもう1枚を捨てる。最後のカードを捨てた後戦争が発生し、1つの世代が終了する。
各カードは構築物を表しており、カードのプレイは構築物の建造を意味する。カードをプレイするためには、各カードに定められたコスト（コインまたは資源）を支払う必要がある。手持ちの資源で足りない場合、コインを支払って隣国（隣のプレイヤー）から購入することもできる。
カードをプレイする代わりに、カードを捨ててコインを得るか、文明を発展させることを選ぶことができる。文明を発展させる場合、ボードに描かれているコストを支払いカードを特定の位置に配置する。使用するボードによって、文明の発展は2-4の段階に分けられている。
カードには7種類のタイプがあり、背景の色で区別されている。
1. 赤（軍事施設）：盾のシンボルが描かれている。これは各プレイヤーの軍事力を表しており、世代の終了時の戦争で使用される。
2. 黄（商業施設）：コインや勝利点を得たり、隣国から資産を買う時のコストが下がるなどカードによってさまざまな効果がある。
3. 緑（研究施設）：3種類のシンボルのいずれかが描かれている。終了時に所持しているシンボルの数と組み合わせで勝利点を得ることができる。
4. 青（市民の施設）：勝利点が得られる。
5. 茶（天然資源）：4種類の資源（木材・鉱石・煉瓦・石材）のうちの1つか2つを得ることができる。
6. 灰（工房）：3種類の工芸品（ガラス・パピルス・織物）の1つを得ることができる。
7. 紫（ギルド）：自身または両隣のプレイヤーのカードによって勝利点を得ることができる。

茶色と灰色のカードは第1・第2世代のカードにしかなく、紫のカードは第3世代にしかない。
各世代の終了時には戦争が発生する。隣のプレイヤーと軍事力（赤のカードに描かれた盾の数）を比較し多い方が勝者となる。最後の世代の戦争が終了したらゲーム終了である。この時点で勝利点を計算し、最も多くの点数を得たプレイヤーが勝利となる。
勝利点には以下の7種類がある。
1. 戦争の勝利：世代の終了時に発生する戦争で勝利すると勝利点を得ることができる。敗北すると減点がある。
2. コイン：所持しているコインの数に応じて勝利点を得る。
3. 文明の発展：ボードの文明を発展させると、それに応じた勝利点を得ることができる。
4. 市民の施設：青いカードをプレイするとそのカードに記載されている勝利点を得ることができる。
5. 商業施設：第3世代の黄色カードの中に、プレイしたカードに応じて勝利点を得られるものがある。
6. ギルド：紫のカードは、自分または両隣がプレイしたカードに応じて勝利点を得ることができる。
7. 科学の発展：緑のカードには3種類のシンボル（石板・コンパス・歯車）の1つが描かれている。同じ種類のシンボルを集めるとその数によって勝利点を得る。3種類のシンボルがそろっている場合も勝利点になる。

## 受賞
- 2010 Tric Trac d'or(fr) （フランス語）
- 2010 Meeples' Choice Award
- 2011 ドイツ年間ゲーム大賞エキスパート賞
- 2011 ドイツゲーム大賞
- 2011 Les Trois Lys（カナダ?）
- 2011 Vuoden Aikuistenpeli（フィンランド）[3]
- 2011 ルッカコミックス&ゲームズ （イタリア）